# نايل مادن
نايل مادن (بالإنجليزية: Niall Madden)‏ هو فارس أيرلندي، ولد في 11 نوفمبر 1985.